# Gone to Earth (album de Barclay James Harvest)
Cet article concerne l'album de Barclay James Harvest. Pour l'album de David Sylvian, voir Gone to Earth.
Pour les articles homonymes, voir Gone to Earth.
Albums de Barclay James Harvest
Octoberon
(1976) Live Tapes
(1978)
Gone to Earth, sorti en 1977, est le neuvième album du groupe de rock progressif britannique Barclay James Harvest.
D'un style moins proche du rock progressif, et plus pop rock et folk rock que les albums précédents, Gone to Earth est un succès commercial massif en Allemagne,,.
Barclay James Harvest ayant souvent été « gentiment moqué » voire « injustement attaqué par les journalistes rock comme étant les Moody Blues du pauvre », probablement « à cause de leur utilisation massive du mellotron et de leur image art rock », John Lees riposte aux critiques en composant sur cet album une réplique de Nights in White Satin qu'il intitule subtilement Poor Man's Moody Blues : « la chanson ne confirme ni ne réfute le qualificatif et présente des mélodies de satin blanc emballées dans une ballade cosmique ».

## Titre et pochette
« Gone to Earth! » est le cri que poussent traditionnellement les chasseurs anglais lorsque le renard qu'ils pourchassent réussit à réintégrer son terrier.
La pochette de l'album, une des plus belles de Barclay James Harvest avec celle d'Octoberon, a été conçue par Maldwyn Reece Tootill,.
Sur le disque vinyle d'origine, la pochette extérieure en carton présente une découpe, qui laisse apparaître le décor de la pochette intérieure en papier, permettant ainsi de donner deux apparences différentes à la pochette.
La pochette extérieure représente l'entrée du terrier du renard à travers laquelle on aperçoit, selon le sens que l'on donne à la pochette intérieure, soit un paysage nocturne survolé par un hibou aux ailes déployées sur fond de pleine lune, soit le même paysage à la tombée du jour.
La pochette arrière représente les membres du groupe, photographiés en clair-obscur par Christopher B. Roberts,, et reprend le motif du hibou sur fond de pleine lune.
Beaucoup de pochettes d'albums de Barclay James Harvest sont ornées d'un ou plusieurs papillons (Barclay James Harvest, Once Again, Time Honoured Ghosts, Octoberon, Gone to Earth, XII, Turn of the Tide...). Ici, le papillon vole vers le logo ailé « BJH » qui surmonte l'entrée du terrier du renard.

## Historique
Cet album est le neuvième album de Barclay James Harvest si l'on exclut du décompte la compilation Early Morning Onwards.
L'album est enregistré en juin 1977 par David Rohl et Richard Scott aux Strawberry Recording Studios, à Stockport, dans le comté de Cheshire au Royaume-Uni,,.
Produit par le groupe Barclay James Harvest avec David Rohl, il est publié en disque vinyle long play (LP) en 1976 sur le label Polydor sous la référence 2442 142 Deluxe,.
L'album est réédité en LP de 1979 à 2014 par les labels Polydor, MCA Records, Creato et Munhwa Records, puis en CD de 1983 à 2016 par Polydor ainsi que par Esoteric Recordings, un label britannique fondé en 2007 par Mark Powell, un journaliste musical et producteur anglais spécialisé dans les rééditions,,.

## Accueil critique
Le site AllMusic attribue 4 étoiles à l'album.
Le critique musical Dave Connolly d'AllMusic ne tarit pas d'éloges pour l'album : « Barclay James Harvest avaient considérablement rationalisé leur son après avoir quitté le label Harvest, pour aboutir à la musique mélodieuse de Gone to Earth. Leurs prétentions au rock progressif étant pratiquement abandonnées, BJH peut se comparer ici avec des contemporains comme Supertramp, REO Speedwagon et Fleetwood Mac. Même dans leurs morceaux les plus ornés, John Lees et Les Holroyd étaient des compositeurs de ballades dans l'âme, et la décision de désencombrer leurs arrangements permet à la beauté intrinsèque des morceaux de briller avec clarté. Pour cette raison, Gone to Earth est considéré par beaucoup comme le meilleur album du groupe. Le groupe a rarement été aussi à l'aise en studio, et le résultat est un disque aussi beau que celui qu'ils ont réalisé. ».
Colin Larkin, dans son ouvrage The Encyclopedia of Popular Music paru en 2007, attribue 3 étoiles seulement à l'album Gone to Earth mais il souligne la subtilité du morceau Poor Man's Moody Blues qui répondait aux critiques adressées au groupe ainsi que le bel Hymn chrétien qui devint un morceau régulièrement joué en rappel.

## Titres

### Face 1
1. Hymn
2. Love is Like a Violin
3. Friend of Mine
4. Poor Man's Moody Blues

### Face 2
1. Hard Hearted Woman
2. Sea of Tranquility
3. Spirit on the Water
4. Leper's Song
5. Taking Me Higher

## Musiciens
- John Lees : chant, guitare
- Les Holroyd : chant, guitare basse
- Stuart John Wolstenholme (dit Wooly ou Woolly Wolstenholme) : claviers[Notes 1]
- Mel Pritchard : batterie